# Сельское поселение «Деревня Варваровка»
Се́льское поселе́ние «Деревня Варваровка» — муниципальное образование в Медынском районе Калужской области Российской Федерации.
Административный центр — деревня Варваровка.

## История
Статус и границы сельского поселения установлены Законом Калужской области от 1 ноября 2004 года № 369-ОЗ «Об установлении границ муниципальных образований, расположенных на территории административно-территориальных единиц „Думиничский район“, „Кировский район“, „Медынский район“, „Перемышльский район“, „Сухиничский район“, „Тарусский район“, „Юхновский район“, и наделении их статусом городского поселения, сельского поселения, муниципального района».

## Население
| 2010 | 2012 | 2013 | 2014 | 2015 | 2016 | 2017 |
| ---- | ---- | ---- | ---- | ---- | ---- | ---- |
| 228  | ↘224 | ↘223 | ↗224 | ↘223 | ↘213 | ↗221 |
| 2018 | 2019 | 2020 | 2021 |      |      |      |
| ↗232 | ↘220 | ↗224 | ↗236 |      |      |      |

## Состав сельского поселения
| № | Населённый пункт | Тип населённого пункта          | Население |
| - | ---------------- | ------------------------------- | --------- |
| 1 | Александровка    | деревня                         | ↗2        |
| 2 | Варваровка       | деревня, административный центр | ↘206      |
| 3 | Исаково          | деревня                         | ↘0        |
| 4 | Кочубеевка       | деревня                         | ↘5        |
| 5 | Мансурово        | деревня                         | ↘7        |
| 6 | Митрохино        | деревня                         | →0        |
| 7 | Пирово           | деревня                         | ↘0        |
| 8 | Согласие         | деревня                         | ↘6        |
| 9 | Хвощи            | деревня                         | ↘2        |